# Asterode
Asterode ist ein Ortsteil der Stadt Neukirchen im nordhessischen Schwalm-Eder-Kreis.
Asterode liegt am westlichen Rand des Knüllgebirges. Im Westen schließt sich die Schwalm an. Das Dorf liegt rund 3,5 km südöstlich der Kernstadt Neukirchen. Die nächstgrößeren Städte sind Kassel (etwa 50 Kilometer nördlich), Marburg (etwa 40 Kilometer westlich), Fulda (etwa 40 Kilometer südöstlich) und Bad Hersfeld (etwa 25 Kilometer östlich). Durch den Ort führt die Bundesstraße 454.

## Geschichte

### Ortsgeschichte
In erhaltenen Urkunden wurde Asterode unter den folgenden Namen erwähnt (in Klammern das Jahr der Erwähnung): Astenrode (um 1240), Astinrode (1343), Astenrode (1360/1367), Asterode (1364/1367), Asterodt (1750).
Die älteste bekannte schriftliche Erwähnung von Asterode erfolgte um das Jahr 1240 in einer Urkunde des Klosters Haina. 1845 stürzte die alte Kirche, die auf dem Friedhof stand, ein. Fünf Jahre später wurde sie mitten im Dorf auf einer Anhöhe neu gebaut.
Im Jahr 1928 wurden die Gutsbezirke Forst Neukirchen und Forst Immichenhain nach Asterode eingemeindet. 
Zum 31. Dezember 1971 wurde die bis dahin selbständige Gemeinde Asterode im Zuge der Gebietsreform in Hessen auch freiwilliger Basis in die Stadt Neukirchen eingemeindet. Für den Asterode wurde ein Ortsbezirk mit Ortsbeirat und Ortsvorsteher nach der Hessischen Gemeindeordnung eingerichtet.

### Hakenkreuz im Wald
Gegenstand bundesweiter und ausländischer Mediendarstellungen wurde das Dorf ab dem Jahr 2000, als im brandenburgischen Zernikow in einem Kiefernwald aus der Luft erkennbare Anpflanzungen von Lärchen aus den 1930er Jahren in Form einer Swastika für Diskussionen sorgten. In diesem Zusammenhang wurde publik, dass in jener Zeit in einem Fichtenwald vor Asterode die Zahl „1933“ – das Jahr der Machtergreifung Adolf Hitlers – sowie ein riesiges Hakenkreuzsymbol mit Lärchen angepflanzt worden waren. Das Symbol sollte schon in den 1960er Jahren auf Beschwerden amerikanischer Soldaten hin beseitigt werden. Allerdings wurden die folgenden Forstarbeiten nur unzureichend ausgeführt. Nach Angaben des zuständigen Forstdirektors a. D. Bernhard von Strenge blieben Hakenkreuz und Zahl erkennbar, was sich erst nach einem Sturm im Jahr 1990 änderte.

## Bevölkerung
Einwohnerstruktur 2011
Nach den Erhebungen des Zensus 2011 lebten am Stichtag, dem 9. Mai 2011, in Asterode 501 Einwohner. Darunter waren 6 (1,2 %) Ausländer.
Nach dem Lebensalter waren 93 Einwohner unter 18 Jahren, 189 zwischen 18 und 49, 108 zwischen 50 und 64 und 111 Einwohner waren älter. Die Einwohner lebten in 198 Haushalten. Davon waren 51 Singlehaushalte, 48 Paare ohne Kinder und 81 Paare mit Kindern, sowie 15 Alleinerziehende und keine Wohngemeinschaften. In 51 Haushalten lebten ausschließlich Senioren und in 111 Haushaltungen lebten keine Senioren.
Einwohnerentwicklung
| Quelle: Historisches Ortslexikon |                                                 |
| • 1502:                          | 10 Männer                                       |
| • 1585:                          | 44 Hausgesesse                                  |
| • 1639:                          | 20 Hausgesesse, ein Witwer, 9 Witwen            |
| • 1681:                          | 35 Hausgesesse, vier Ausschuss, ein Junggeselle |
| • 1750:                          | 196 Einwohner                                   |

| Asterode: Einwohnerzahlen von 1834 bis 2020 | Asterode: Einwohnerzahlen von 1834 bis 2020 | Asterode: Einwohnerzahlen von 1834 bis 2020 | Asterode: Einwohnerzahlen von 1834 bis 2020 | Asterode: Einwohnerzahlen von 1834 bis 2020 |
| --- | ------------------------------------------- | ------------------------------------------- | ------------------------------------------- | ------------------------------------------- |
| Jahr |                                             |                                             |                                             | Einwohner                                   |
| 1834 | 1834                                        |                                             | 393                                         | 393                                         |
| 1840 | 1840                                        |                                             | 387                                         | 387                                         |
| 1846 | 1846                                        |                                             | 421                                         | 421                                         |
| 1852 | 1852                                        |                                             | 437                                         | 437                                         |
| 1858 | 1858                                        |                                             | 402                                         | 402                                         |
| 1864 | 1864                                        |                                             | 412                                         | 412                                         |
| 1871 | 1871                                        |                                             | 402                                         | 402                                         |
| 1875 | 1875                                        |                                             | 398                                         | 398                                         |
| 1885 | 1885                                        |                                             | 438                                         | 438                                         |
| 1895 | 1895                                        |                                             | 408                                         | 408                                         |
| 1905 | 1905                                        |                                             | 439                                         | 439                                         |
| 1910 | 1910                                        |                                             | 431                                         | 431                                         |
| 1925 | 1925                                        |                                             | 395                                         | 395                                         |
| 1939 | 1939                                        |                                             | 499                                         | 499                                         |
| 1946 | 1946                                        |                                             | 793                                         | 793                                         |
| 1950 | 1950                                        |                                             | 710                                         | 710                                         |
| 1956 | 1956                                        |                                             | 566                                         | 566                                         |
| 1961 | 1961                                        |                                             | 553                                         | 553                                         |
| 1967 | 1967                                        |                                             | 545                                         | 545                                         |
| 1980 | 1980                                        |                                             | ?                                           | ?                                           |
| 1990 | 1990                                        |                                             | ?                                           | ?                                           |
| 2000 | 2000                                        |                                             | ?                                           | ?                                           |
| 2011 | 2011                                        |                                             | 501                                         | 501                                         |
| 2020 | 2020                                        |                                             | 433                                         | 433                                         |
| Datenquelle: Historisches Gemeindeverzeichnis für Hessen: Die Bevölkerung der Gemeinden 1834 bis 1967. Wiesbaden: Hessisches Statistisches Landesamt, 1968. Weitere Quellen: LAGIS; Stadt Neustadt; Zensus 2011 |                                             |                                             |                                             |                                             |

Historische Religionszugehörigkeit
| Quelle: Historisches Ortslexikon |                                                                   |
| • 1861:                          | 397 evangelisch-reformierte Einwohner                             |
| • 1885:                          | 432 evangelische (= 100 %) Einwohner                              |
| • 1961:                          | 505 evangelische (= 91,32 %), 48 katholische (= 8,68 %) Einwohner |

Historische Erwerbstätigkeit
| • 1750: | zwei Schmiede, drei Tagelöhner, ein Leineweber, ein Maurer, ein Wagner, zwei Müller                                                  |
| • 1838  | Familien: 46 Ackerbau, 16 Gewerbe, 13 Tagelöhner                                                                                     |
| • 1961  | Erwerbspersonen: 132 Land- und Forstwirtschaft, 104 produzierendes Gewerbe, 16 Handel und Verkehr, 23 Dienstleistungen und Sonstiges |

## Politik
Für Asterode besteht ein Ortsbezirk (Gebiete der ehemaligen Gemeinde Asterode) mit Ortsbeirat und Ortsvorsteher nach der Hessischen Gemeindeordnung. Der Ortsbeirat besteht aus fünf Mitgliedern.
Bei den Kommunalwahlen in Hessen 2021 betrug die Wahlbeteiligung zum Ortsbeirat Asterode 56,56 %. Alle Kandidaten gehörten der „Gemeinschaftsliste Asterode“ an. Der Ortsbeirat wählte Harald Roth zum Ortsvorsteher.

## Kulturdenkmäler
Die Stallscheune aus Asterode wurde im Hessenpark wiederaufgebaut.